# Martin Aeschlimann

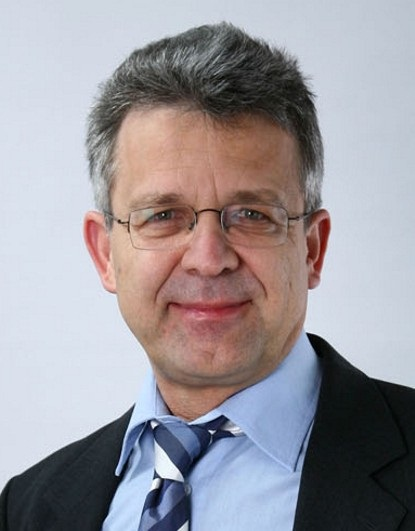
Martin Aeschlimann, 2010

Martin Aeschlimann (* 12. August 1957) ist ein Schweizer Physiker. Er ist Professor für Experimentalphysik des Fachbereichs Physik an der Rheinland-Pfälzischen Technischen Universität in Kaiserslautern und seit 2008 Sprecher des Landesforschungszentrums Optik und Materialwissenschaften (OPTIMAS).

## Akademische Karriere
Martin Aeschlimann studierte von 1980 bis 1985 Experimentalphysik an der ETH Zürich und promovierte dort 1989 zum Thema Magnetism at Surfaces and Ultrafast Magnetization Reversal Studies with Spin-Polarized Photoemission. Von 1985 bis 1989 war er Assistent am Laboratorium für Festkörperphysik bei Hans Christoph Siegmann an der ETH Zürich. 1989 bis 1990 hatte Aeschlimann eine Postdoctoral-Stelle am National Institute of Standards and Technology, Washington, D.C., USA inne. Im Folgejahr wurde er Research Associate am NSF-Center for Photoinduced Charge Transfer an der Universität Rochester. Von 1993 bis 1998 war er wissenschaftlicher Mitarbeiter am Laboratorium für Technische Chemie an der ETH Zürich. Im November 1996 habilitierte er zum Thema Time Resolved Studies of Electron Relaxation at Metal Surfaces und wurde daraufhin im April 1998 an der Universität Essen zum Universitätsprofessor für Experimentalphysik ernannt. Im Juli 2000 wechselte er an die Technische Universität Kaiserslautern. 2008–2015 war er Sprecher des Schwerpunktprogramms 1391 Ultrafast Nanooptics der Deutschen Forschungsgemeinschaft. Seit 2008 ist er Sprecher des Landesforschungszentrums Optik und Materialwissenschaften (OPTIMAS) und ab 2016 Sprecher des Sonderforschungsbereichs/Transregio 173 Spin+X: Spin in its collective environment der Deutschen Forschungsgemeinschaft. Seit 2015 ist er zudem Sprecher des Laboratory for Advanced Spin Engineering (LASE), eines Forschungsbaus der TU Kaiserslautern im Rahmen der Förderung nach Artikel 91b des Grundgesetzes für die Bundesrepublik Deutschland mit hälftiger Finanzierung durch das Land Rheinland-Pfalz. Von 2015 bis 2018 ist er der gewählte Sprecher der Sektion Kondensierte Materie (SKM) der Deutschen Physikalischen Gesellschaft (DPG). Die Sektion repräsentiert mehr als 18.000 Mitglieder in 13 Fachverbänden. Seit 2009 ist Aeschlimann Mitglied im Editorial Board der Zeitschrift New Journal of Physics.

## Forschung
Das Forschungsgebiet von Martin Aeschlimann beinhaltet ultraschnelle Phänomene in Festkörpern, auf Oberflächen, an Grenzflächen und in Nanostrukturen. Der Schwerpunkt liegt in der Untersuchung der Dynamik von Elektronen, Plasmonen, Phononen und Spins auf fundamentalen Zeit- und Längenskalen. Die experimentellen Messverfahren zur Untersuchung ultraschneller dynamischer Prozesse in Echtzeit mit hoher zeitlicher und örtlicher Auflösung werden kontinuierlich weiterentwickelt. Grundsätzlich kombiniert Martin Aeschlimann Messverfahren mit ultraschnellen Laserpulsen mit Methoden der Oberflächenphysik, der Nanooptik und des Magnetismus. Aktuelle Arbeitsgebiete sind die zeitaufgelöste Photoemission (ARPES, PEEM, Impulsmikroskopie) und zeitaufgelöste magneto-optische Effekte mit Lasern im sichtbaren Spektrum des Lichts und im weichen Röntgenbereich.

## Auszeichnungen
- Profil-II Preis des Schweizerischen Nationalfonds (SNF)

## Publikationen
Aeschlimann hat mehr als zweihundert wissenschaftliche Publikationen in referierten internationalen Zeitschriften veröffentlicht.